# Pulperie de Chicoutimi
La Pulperie de Chicoutimi est un vaste complexe d’animation culturelle et touristique destiné à la préservation et la mise en valeur du patrimoine du Saguenay–Lac-Saint-Jean. Situés aux abords de la rivière Chicoutimi, les bâtiments qui composent cet ensemble touristique appartenaient autrefois à la Compagnie de Pulpe de Chicoutimi, qui transformait mécaniquement le bois en pâte à papier pour répondre à la demande des marchés européens du début du XXe siècle. L'usine termine ses opérations en 1930. Le site est fortement endommagé par le Déluge du Saguenay en 1996. Le Musée du Saguenay s'y installe en 2002 ; ce musée détient la majeure partie des œuvres d'Arthur Villeneuve, dont la Maison Arthur-Villeneuve. Le site a été désigné lieu historique national du Canada en 1984 et classé Site historique l'année suivante.

## Période industrielle
Le 24 novembre 1896, Joseph-Dominique Guay, maire de Chicoutimi à l’époque, fonde, avec quelques amis, « La Compagnie de Pulpe de Chicoutimi », première compagnie gérée par des canadiens-français œuvrant dans les pâtes et papiers, et construit un moulin sur la rivière Chicoutimi. La richesse forestière immense en amont de la rivière facilite grandement la croissance de la compagnie qui devient, en peu de temps, une exportatrice de pulpe de bois renommée internationalement. Sous la gestion de Julien-Édouard-Alfred Dubuc, la Pulperie de Chicoutimi prend de l’expansion et, en tout, trois moulins sont construits. La rivière devient un moyen de transport du bois et une source d’énergie suffisante pour que Chicoutimi devienne la capitale mondiale de la pulpe qui fournira l’Angleterre durant la Première Guerre mondiale. La compagnie connaît sa chute à la suite de la guerre, dans les années 1920, et la Pulperie de Chicoutimi ferme en 1930.

### Le procédé de fabrication de la pulpe
Le site est situé sur un emplacement idéal pour la production de pâte mécanique de papier: la matière première, le bois, est disponible en abondance dans les environs du lac Kénogami. En effet, l'épinette noire et le sapin sont particulièrement adaptés à la production de pulpe, étant donné leur structure fibreuse. On dispose également, sur l'Île électrique, où se trouvent les moulins #1 et #3, d'une importante force hydraulique fournie par la rivière Chicoutimi. Celle-ci offre une puissance de 25 000 chevaux vapeur, amplement suffisante aux besoins de ce type d'industrie. Les équipements dans tous les moulins à l'exception du #4 sont actionnés par la seule force de la rivière. Les installations du bâtiment 1920, quant à elles, fonctionnent grâce à l'électricité produite par la centrale de Pont-Arnaud, située en amont du site sur la rivière Chicoutimi.
Pendant l'hiver, alors que le cours d'eau est pratiquement inutilisable à des fins industrielles, les ouvriers se rendent sur des chantiers situés sur le pourtour du lac Kénogami pour y couper tout le bois nécessaire aux activités de production de pâte mécanique des autres mois de l'année. À l'apogée de la Compagnie, les moulins transforment plus de 4000 billots par jour. Elle s'assure d'en avoir environ 33 % plus, au cas où les conditions de production changeraient. C'est donc dire qu'on coupe plus d'une dizaine de milliers de billots de bois chaque jour dans les chantiers, où les hommes passent le plus clair de leur hiver. S'ils ont de la chance, ils peuvent retourner dans leur famille à l'occasion de Noël ou du jour de l'An, mais la plupart d'entre eux décident de demeurer sur place étant donné l'absence de route bien balisée entre les chantiers et Chicoutimi. Les billots sont empilés et déposés sur la glace de la rivière. Lors de la fonte des neiges au printemps, les billots suivent le cours de la rivière Chicoutimi jusqu'au Lac Dubuc, un réservoir artificiel aménagé à environ 1 km en amont du site de la Pulperie. Des draveurs sur place se chargent de défaire les embâcles et de diriger les billots vers le monte-billot mécanique de la scierie, là où se déroule la première étape de la fabrication de la pulpe. 

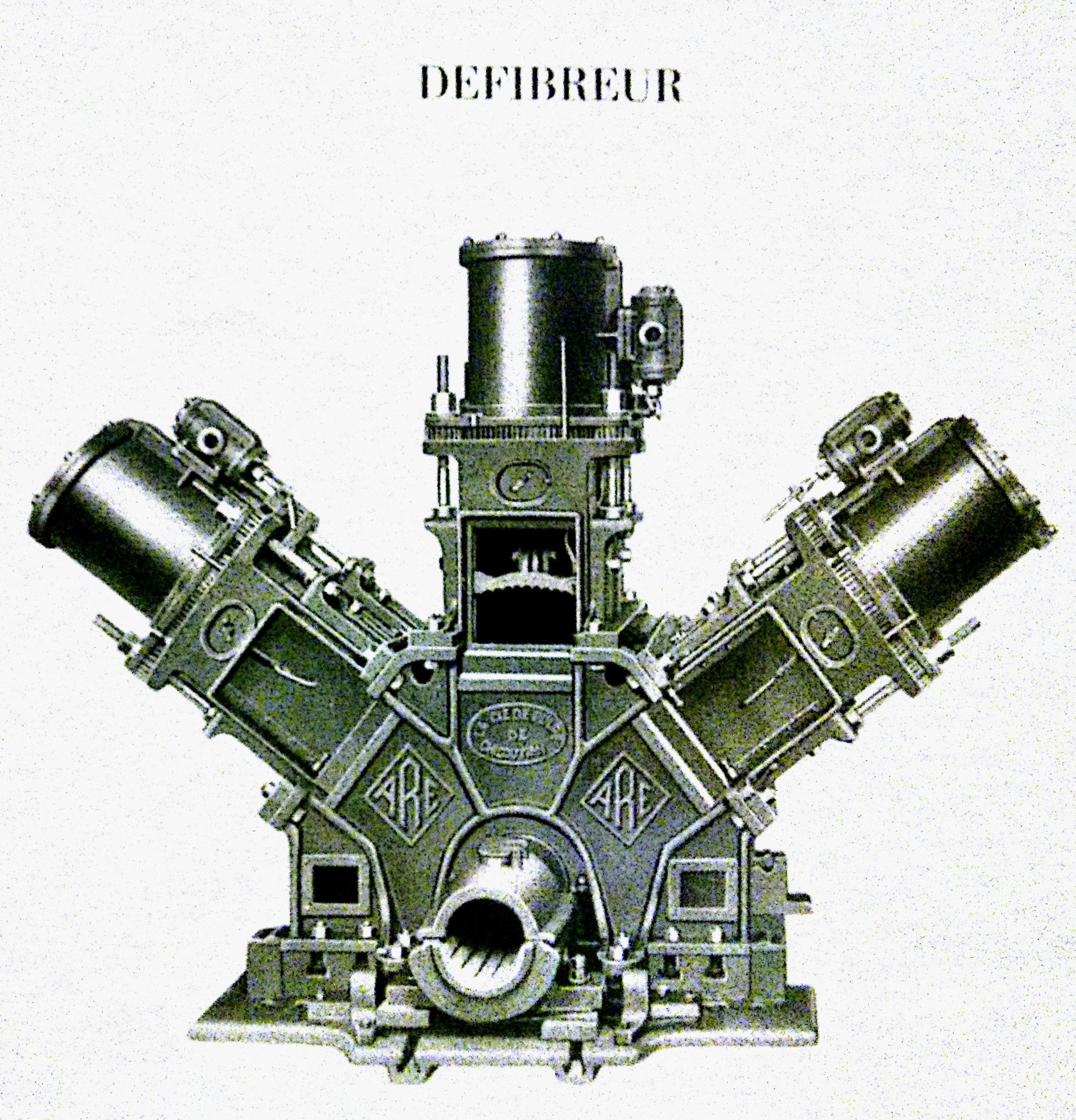
Dessin d'un défibreur dans le catalogue de la Compagnie de Pulpe de Chicoutimi, 1922

À la scierie, on coupe chaque billot d'une longueur de 60 centimètres. Par la suite, on les achemine jusqu'aux deux complexes de production (Saint-Joseph et Sainte-Marie) par le biais d'une glissoire à bois. Deux gigantesques monticules de billots se trouvent près de chacun des moulins. Les écorceurs se chargent alors de les dépourvoir de leur écorce à l'aide de lames qui tournent à grande vitesse. Il y a deux bâtiments des écorceurs sur le site, l'un adjacent au bâtiment 1903 et l'autre situé juste de l'autre côté du pont menant au bâtiment 1898.
Les billots écorcés sont amenés à l'intérieur des moulins, où le gros du travail commence. Des pistons hydrauliques pressent le bois contre des meules en granit qui tournent à grande vitesse et dont la surface est striée, ce qui défibre les billots pour les transformer en minuscules fibres de bois.
Ces dernières sont mêlées à une grande quantité d'eau et passent à travers plusieurs tamis en direction des métiers. Ces machines tournent sans arrêt et permettent d'accumuler la fibre de bois pour lui donner une certaine épaisseur, soit 5 mm. Lorsque cette mesure est atteinte, un ouvrier coupe la feuille de pulpe, la plie en 4 et la recouvre d'un treillis métallique.
Les feuilles sont ensuite empilées pour former des ballots de pulpe gorgés d'eau. Grâce à des presses hydrauliques, on enlève 50 % du volume d'eau contenu dans ces ballots pour en permettre le transport. En effet, chacun d'entre eux peut peser jusqu'à 225 kg et doit être transporté manuellement jusqu'aux trains de marchandise qui attendent près des bâtiments des écorceurs. Toutefois, une certaine quantité d'eau doit demeurer: en effet, la pulpe produite à Chicoutimi est principalement destinée aux États-Unis et à l'Angleterre. Pour éviter qu'elle ne s'assèche (et ne devienne ainsi invendable), elle doit être assez humide pour supporter de longs voyages.
Finalement, les ballots sont acheminés par train jusqu'au port de Chicoutimi, où ils sont empaquetés sur des bateaux ou expédiés par voie ferrée jusqu'à New York.

### Les bâtiments

#### Moulin Saint-Joseph (1898)
Le moulin Saint-Joseph est le premier bâtiment à être construit. Il est bâti sur l'Île électrique et relié à la rive par un pont qui enjambe un des deux bras de la rivière Chicoutimi. Les coûts du complexe sont estimés à 125 000 $ et les plans et devis sont réalisés par l'architecte C. E. Eaton et à l'ingénieur Alex Wendler. Les travaux, qui ont débuté en 1897 après l'annonce de la fondation de la Compagnie de Pulpe de Chicoutimi et des pourparlers 
avec la compagnie Carter Wilkinson de Liverpool, s'achèvent en 1898, année où le moulin est inauguré et où il entre en opération le 4 janvier. Il est placé sous la protection de Saint-Joseph, patron des ouvriers. Une conduite forcée d'environ 210 mètres de long est aménagée pour amener l'eau située un peu plus haut sur la rivière Chicoutimi et l'utiliser pour faire tourner les meules. 75 hommes travailleront dans ce premier édifice, qui s'avérera bientôt trop petit pour répondre à la demande croissante en pâte mécanique.

#### Moulin Sainte-Marie (1903)

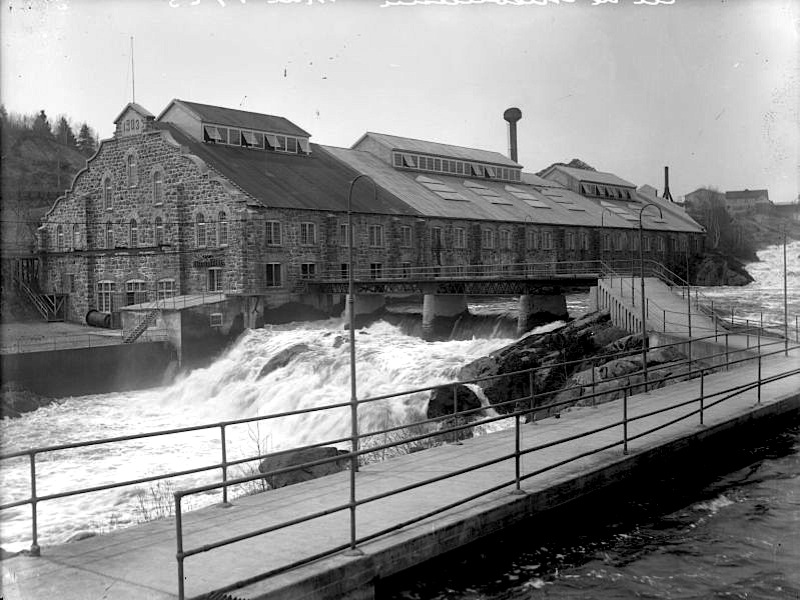
Photographie de Joseph-Eudore Lemay montrant l'usine Sainte-Marie en mai 1923.

En 1900 se tient l'Exposition universelle de Paris. La Compagnie de Pulpe y présente son produit, jugeant que cela peut lui apporter de nouveaux clients: la pâte mécanique du Saguenay remporte un prix d'excellence pour sa qualité, ce qui suscite un engouement pour l'entreprise naissante et pour son produit. Bien vite, le carnet de commandes déborde, et le moulin #2, ou moulin Sainte-Marie, dont la construction a été annoncée en 1899 suit à la signature d'un contrat avec une autre entreprise britannique, va devenir essentiel pour la suite des choses.
Le moulin Sainte-Marie est le premier dont les plans sont confiés à l'architecte René-Pamphile Lemay, de Québec, qui a acquis de l'expérience aux États-Unis avant de s'attaquer au projet. Il imagine un complexe d'une ampleur colossale dans le style architectural des cathédrales industrielles. Ce bâtiment sera, tout comme son prédécesseur, construit en granit gris et portera une stèle gravée sur sa façade pour rappeler l'année de son inauguration - 1903. Le style particulier des infrastructures de la Compagnie est né et sera adopté pour toutes les constructions subséquentes, conférant une marque de commerce unique au monde à l'entreprise régionale. Le moulin 1903 devient le plus gros en Amérique du Nord et les travaux sont réalisés au coût de 1 500 000 $, une somme faramineuse pour l'époque. Ce moulin permettra de tripler la production et le nombre d'employés sur le site passera à 300,.

#### Moulin #3 (1912)

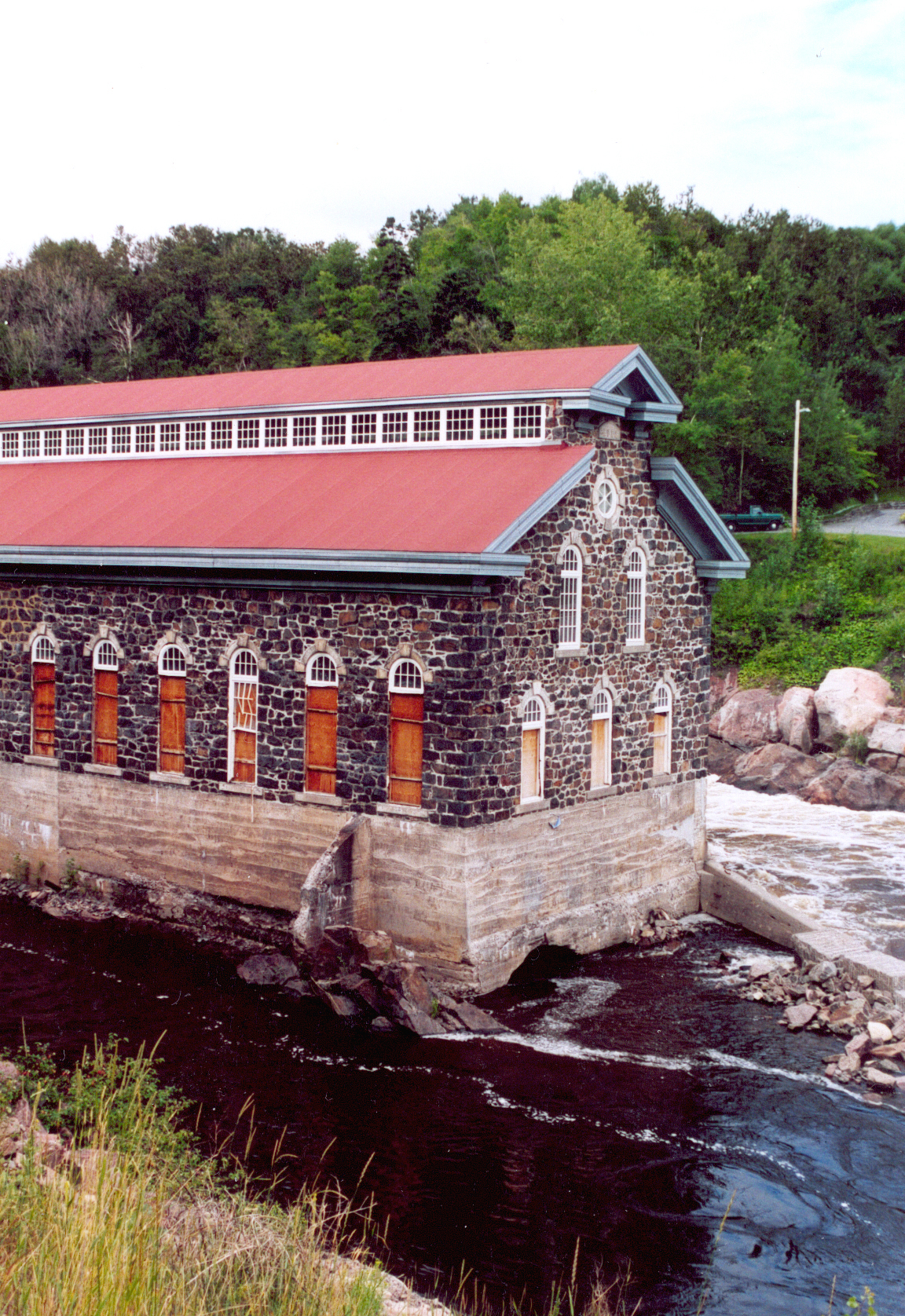
Le bâtiment 1912 peu après le déluge de 1996

Face à un accroissement de la demande, qui s'explique par la qualité de la pulpe et par des difficultés en Europe dans le secteur des pâtes et papier, la Compagnie de Pulpe investit pour la construction d'un troisième moulin, le 1912, adjacent au moulin Saint-Joseph. Des travaux d'agrandissement de ce dernier sont entrepris à la même époque. Ainsi, l'Île électrique est utilisée à son maximum. Les deux bâtiments sont profondément ancrés dans le roc et sont assez solides pour supporter le poids des équipements industriels. Tout comme pour les deux autres moulins, le style architectural du bâtiment 1912 est celui d'une cathédrale industrielle. L'abondance de fenêtres permet de réduire les coûts d'éclairage et d'augmenter le moral des travailleurs, qui préfèrent la lumière naturelle.  Une seconde conduite forcée est aménagée près de celle du moulin #1 et longe les deux bâtiments pour s'engouffrer dans le 1912, où la force qu'elle génère permet de faire fonctionner la machinerie.

#### Sous-station électrique (1913)
À la suite de la mise en œuvre de la centrale de Pont-Arnaud, gérée par la Pulperie de Chicoutimi, ce bâtiment est construit pour répartir l'électricité entre les moulins (pour l'éclairage et, éventuellement, le fonctionnement de la machinerie dans le moulin #4 de 1920) et le quartier du Bassin, à Chicoutimi.

#### Moulin #4 (1920)
Le quatrième et dernier moulin à être construit est également confié à l'architecte René-Pamphile Lemay. En fait, il s'agit d'un agrandissement du moulin Sainte-Marie (1903). Contrairement aux autres bâtiments, celui-ci fonctionne entièrement grâce à l'hydroélectricité produite par la centrale de Pont-Arnaud. Il permet à la Compagnie de Pulpe d'atteindre son apogée: en effet, en 1920, elle est la plus grande productrice de pulpe en Amérique du Nord et une des premières au monde. Elle emploie alors plus de 2000 hommes sur les 8000 qui résident à Chicoutimi. C'est le sommet de l'aventure. Julien-Édouard-Alfred Dubuc est toujours à la tête de l'entreprise et voit déjà plus loin.
Fait intéressant, le 1920 n'a pas sa propre façade avec une stèle inaugurale comme les autres bâtiments. En fait, la façade du bâtiment 1903 a été avancée pour devenir celle de tout le complexe Sainte-Marie, qui dépasse les 3 500 m2 de superficie grâce à cet agrandissement.

#### Atelier de réparation mécanique et de fonderie (1921)

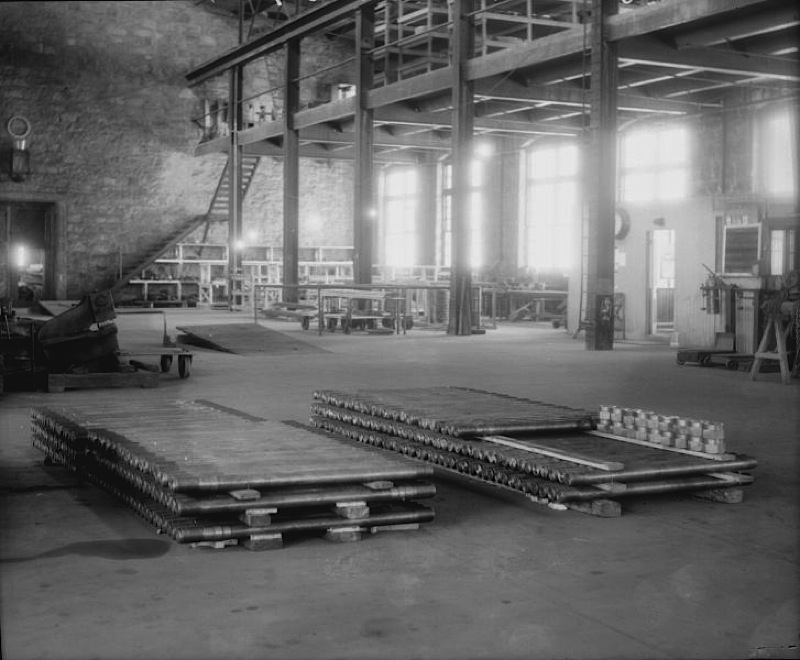
Vue intérieure de la fonderie dans l'édifice 1921.

Cet énorme bâtiment est le deuxième plus grand du site après le complexe Sainte-Marie, avec plus de 2 500 m2 de superficie. Il est achevé en 1921 et, bien que cette fois, les plans aient été confié à un autre architecte, Édouard Lavoie, le style de la cathédrale industrielle est conservé. Le réseau de voies ferrées du site est étendu jusqu'au 1921 pour permettre au train d'entrer à l'intérieur, où ils peuvent être réparés: en effet, les rails pénètrent dans le bâtiment et trois énormes portes font en sorte que les locomotives puissent passer. Un pont roulant, à l'intérieur, est utilisé pour les réparations en hauteur. Le deuxième étage du bâtiment abrite les bureaux administratifs de la Pulperie, alors que sa partie arrière est en fait une fonderie. Les forges et un autre pont roulant, de même qu'une foule d'autres outils industriels, permettent à la Compagnie de Pulpe de s'adonner à une activité fort lucrative: la fabrication de son propre équipement. Toutes les meules qu'elle utilise dans ses installations seront dorénavant produite sur le site même, ce qui facilite le transport, mais permet également à la Compagnie de vendre à ses compétiteurs ses propres inventions. Plusieurs innovations seront réalisées à l'intérieur de ce bâtiment, qui abrite aujourd'hui le Musée régional du Saguenay-Lac-St-Jean de même que la maison Arthur-Villeneuve.

### Photographies des infrastructures
|  |  |

## Période d'abandon et tentatives de relance
À la suite de la fermeture définitive des moulins de la Compagnie de Pulpe en 1930, le site est laissé à l'abandon pour de nombreuses années avant d'être repris par le gouvernement du Québec, en 1949.

### Le projet de la EMSC

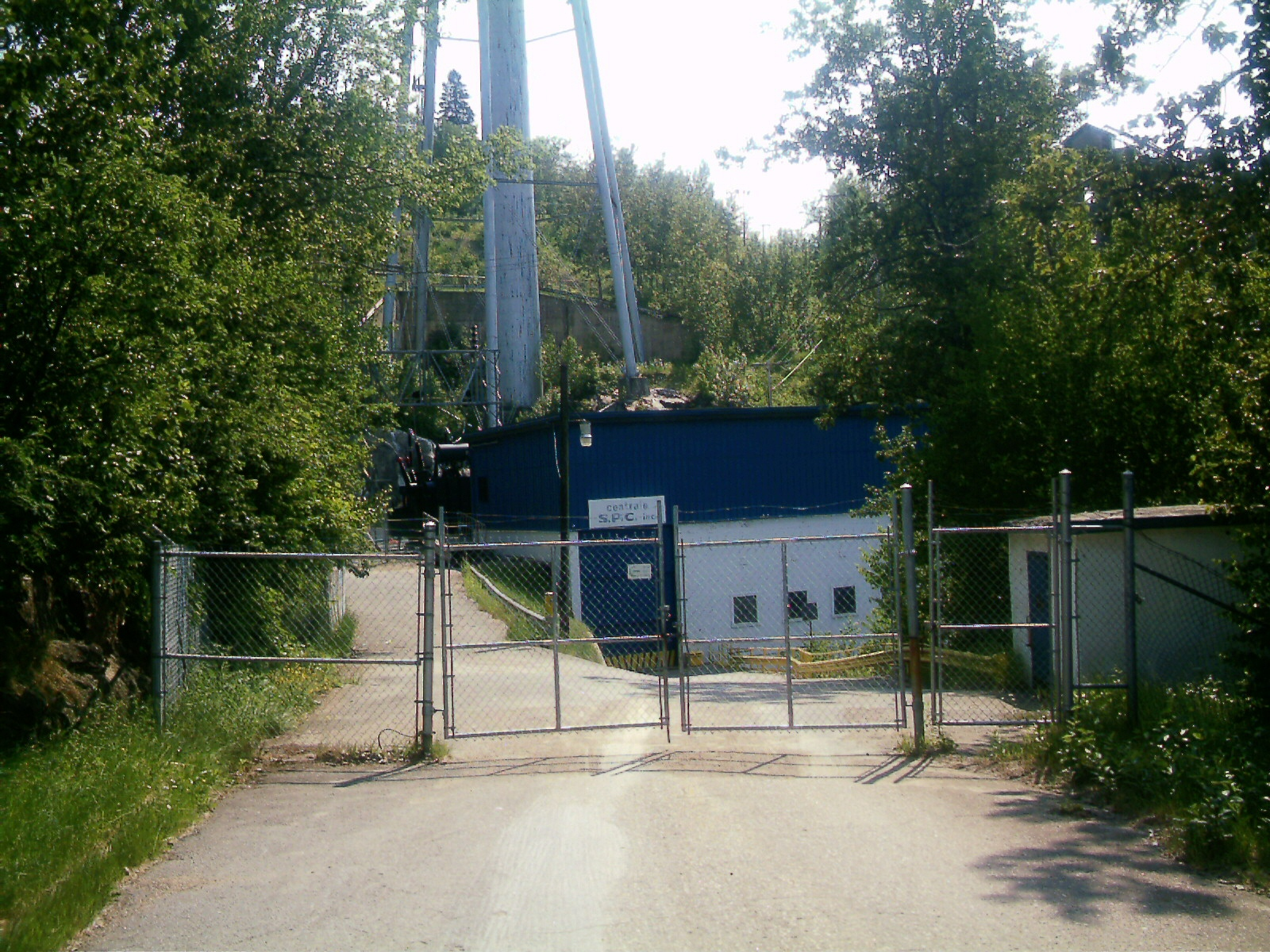
La centrale hydroélectrique, située devant la cheminée d'équilibre, appartient aujourd'hui à la société Elkem Métal.

En 1954, la Eastern Mining and Smelting Corporation, une compagnie d'affinage de métaux, fait l'achat du site pour la somme de 250 000 $, une aubaine. En effet, lors de la construction des bâtiments au temps de la Compagnie de Pulpe, le moulin Ste-Marie (1903) à lui seul avait coûté 1 500 000 $, somme colossale pour l'époque. Lorsqu'ils sont achetés, les moulins sont en mauvais état et ils ont beaucoup souffert du temps et des intempéries. Toute la machinerie qu'ils contenaient, ou presque, a été vendue au prix de la ferraille après la fermeture pour liquider les dettes de la Pulperie. Deux incendies, en 1935 et 1940, ont consumé le toit du premier moulin, le bâtiment 1898, qui tombe en ruines petit à petit.
Néanmoins, en dépit du piteux état des structures, la Eastern Mining a comme projet de les rénover pour les intégrer dans un projet d'usine d'affinage de métaux. Les plans de l'entreprise prévoient la construction d'une centrale hydroélectrique sur la rivière Chicoutimi et d'une cheminée d'équilibre, en plus d'un gigantesque nouveau complexe industriel situé près de l'ancien atelier de réparation mécanique (édifice 1921). Selon les projections réalisées à l'époque, le site aurait le potentiel de propulser la Eastern Mining au premier rang des producteurs de nickel, de cuivre et de zinc en Amérique du Nord.
Les travaux débutent au début de l'année 1955 avec l'aménagement de la centrale hydroélectrique et de la tour d'équilibre. Cette dernière, d'une capacité de 1 800 000 litres d'eau et d'une hauteur de 80 mètres, est conçue pour prévenir les possibles dégâts que causerait un coup de bélier: elle a la hauteur de la rivière Chicoutimi en son plus haut point et son réservoir en cèdre peint est assez grand pour atténuer la pression dans l'éventualité d'une fermeture des vannes. Pour permettre un écoulement d'eau efficace après le passage de l'eau dans les turbines, le bras de la rivière Chicoutimi à l'est de l'Île électrique, soit celui enjambé par le pont vers le moulin 1898, est approfondi artificiellement. Alors que les travaux doivent se poursuivre par la construction du complexe principal, le financement vient à manquer et les études de marché montrent que les clients pour ces métaux se raréfient: la Eastern Mining, tout comme la Compagnie de Pulpe de Chicoutimi avant elle, fait faillite dans les années qui suivent, en 1959.

### Une usine de produits chimiques à Saguenay?
Un troisième et dernier joueur se porte acquéreur du site industriel, dont le potentiel énergétique est connu et dont le prix est bas: il s'agit de la Union Carbide, qui l'achète en 1966. L'entreprise veut y fabriquer des produits chimiques et, après plusieurs années d'inaction, décide de démolir les bâtiments après avoir constaté que le coût pour les sécuriser serait trop important. Ces derniers ont encore une fois été endommagés par les années et le manque d'entretien a fait en sorte que plusieurs murs sont sur le point de s'écrouler si rien n'est fait.
En 1978, lorsque cette décision est prise, la population de Chicoutimi s'organise pour faire pression sur la municipalité afin qu'elle n'accorde pas le permis de démolition demandé par la Union Carbide.

### De site industriel à site patrimonial
Devant l'ampleur de la mobilisation populaire, la Ville de Chicoutimi exproprie la compagnie et met en branle un projet de restauration et de revitalisation du site qui s'est étalé des années 1980 à aujourd'hui.
Le site de la Pulperie est désigné lieu historique national du Canada le 13 juin 1983 par la commission des lieux et monuments historiques du Canada. Il a été classé site historique le 9 juillet 1984.
L'atelier de réparation mécanique de 1921 est nettoyé par jet de sable et entièrement rénové dans le respect de son architecture originale. Plusieurs éléments reliés à sa fonction initiale sont conservés et sont encore visibles aujourd'hui, tels le pont roulant et les rails à l'intérieur du bâtiment. Il abrite aujourd'hui les 26 000 objets de la réserve du musée de même que six expositions.
Le moulin #3 (1912), quant à lui, est également rénové et aménagé en théâtre d'été. Ainsi, les bâtiments de l'ancienne Compagnie de Pulpe de Chicoutimi retrouvent une nouvelle vocation culturelle.

## Déluge du Saguenay
En juillet 1996, une importante dépression atmosphérique fait tomber sur le Saguenay-Lac-Saint-Jean entre 150 et 280 mm de pluie en seulement 48 heures. La moyenne est d'environ 125 mm. Ces précipitations abondantes s'ajoutent aux 120,5 mm déjà enregistrés depuis le début de juillet qui auront déjà saturé les sols, rempli les réservoirs et augmenté le débit de plusieurs rivières. L'ensemble des éléments est ainsi réuni pour causer une inondation catastrophique. Un véritable déluge !
En 1896, le volume et le débit d'eau de la  rivière Chicoutimi avaient incité les dirigeants de la Compagnie de pulpe à installer leur usine sur les rives de ce cours d'eau afin de profiter de sa force motrice. Un siècle plus tard, la rivière, gonflée à bloc, envahit une partie importante de La Pulperie. Son débit est 11 fois plus élevé qu'en temps normal. En quelques heures, l'eau détruit des murs de pierre centenaires, des aménagements paysagers et des infrastructures d'interprétation, le résultat de plusieurs années de restauration du site de La Pulperie de Chicoutimi s'effondre. Le Jardin des Vestiges est complètement détruit. L'eau traverse le théâtre aménagé dans le bâtiment 1912. Tout est emporté. Il ne reste, pour en témoigner, que les murs et le toit rouge. Le bilan final est lourd et imposera d'importants travaux de reconstruction.

## Le site actuel: Musée et site patrimonial
Riche d'un siècle d'histoire, La Pulperie de Chicoutimi constitue un site historique majeur de la région du Saguenay-Lac-Saint-Jean. Plus qu’un Musée, ce site historique s'avère  époustouflant, déjà en s'y promenant dans son parc urbain à travers ses sentiers pédestres et d'interprétation.
Situé à deux pas du centre-ville, dans le quartier du Bassin, le site de La Pulperie offre un îlot de nature et des points de vue magnifiques sur la rivière Chicoutimi, le Saguenay, le quartier du Bassin et les monts Valin. Le site accueille également depuis 2021, La Noce, le meilleur festival au monde à Saguenay.

### Musée du Saguenay
C’est dans le bâtiment 1921, véritable cathédrale industrielle et ancien atelier de réparation mécanique, à l’architecture hollandaise, que se retrouve le Musée régional du Saguenay−Lac-Saint-Jean de même que les installations d’accueil et administratives de La Pulperie de Chicoutimi.
Abritant la plus grande collection d’objets historiques, soit plus de 26 000 objets et œuvres, le Musée présente annuellement plusieurs expositions sur les thèmes de l’art et de l’histoire : trois expositions permanentes en plus d'une variété d'expositions temporaires.

### Site patrimonial
Reconnue depuis 1984, tant à l’échelle provinciale que fédérale, La Pulperie de Chicoutimi est classé site historique national et possède une importance patrimoniale évidente.

### Plan du site
| Bâtiments actuels du site de La Pulperie de Chicoutimi | Bâtiments actuels du site de La Pulperie de Chicoutimi | Bâtiments actuels du site de La Pulperie de Chicoutimi | Bâtiments actuels du site de La Pulperie de Chicoutimi |
| Année de construction                                  | Nom                                                    | Superficie                                             |                                                        |
| ------------------------------------------------------ | ------------------------------------------------------ | ------------------------------------------------------ | ------------------------------------------------------ |
| 1898                                                   | Usine Saint-Joseph Moulin #1 Jardin des Vestiges       | 1 757 m2                                               |                                                        |
| 1903-1920                                              | Usine Sainte-Marie Moulin #2 et #4                     | 3 889 m2                                               |                                                        |
| 1912                                                   | Usine Saint-Joseph Moulin #3 Théâtre d'été             | 920 m2                                                 |                                                        |
| 1913                                                   | Sous-station électrique                                | 383 m2                                                 |                                                        |
| 1921                                                   | Atelier de réparations mécaniques et fonderie Musée    | 2 468 m2                                               |                                                        |
| 1956                                                   | Centrale Elkem Métal                                   | X                                                      |                                                        |